# 1987 en science
| Années de la science : 1984 - 1985 - 1986 - 1987 - 1988 - 1989 - 1990    |
| Décennies de la science : 1950 - 1960 - 1970 - 1980 - 1990 - 2000 - 2010 |

Cet article présente les faits marquants de l'année 1987 en science.

## Évènements
- 6 mars : un tremblement de terre de magnitude 6 sur l'échelle de Richter fait 1 000 victimes en Équateur[1].
- 11 août : Apple lance l’application HyperCard conçue par Bill Atkinson. Elle est distribuée gratuitement avec chaque Macintosh[2].

- 16 septembre : signature du Protocole de Montréal interdisant les CFC menaçant la couche d'ozone[3].
- 27 septembre : Jacques Chirac et Hosni Moubarak inaugurent le métro du Caire construit par la France[4].
- 1er octobre : publication du taux de CO2 atmosphérique des 160 000 dernières années. Ces données proviennent d'une carotte de glace forée à Vostok en Antarctique[5].

- 9 décembre : lancement par Microsoft de l’interface graphique Windows 2.x[6].
- 15 décembre : début de la construction du tunnel sous la Manche, l'Eurotunnel[7].

### Sciences physiques
- 5 février :  le satellite  japonais d'observation dans le domaine des rayons X Ginga est lancé depuis Kagoshima[8].
- 5 février-30 juillet : première relève d'un équipage en orbite : Station MIR - Vaisseau Soyouz TM-2[9].

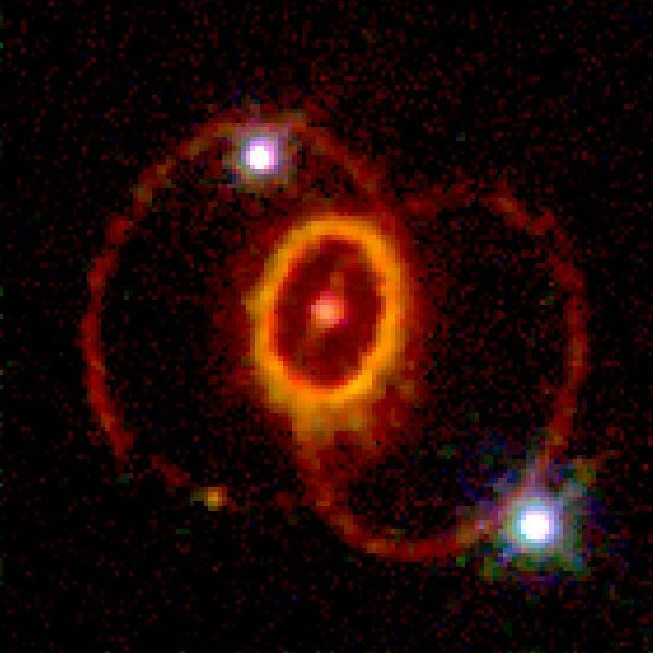
Le rémanent de supernova 1987a dans le Grand Nuage de Magellan

- 24 février : explosion de la supernova SN 1987A dans le Grand Nuage de Magellan[10].
- 2 mars : des chercheurs américains publient la découverte du YBCO supraconducteur  jusqu'à 93 kelvins. C'est le premier supraconducteur au-dessus de 77 kelvins, température de l'azote liquide[11].

- 20 novembre : premier tir réussi de la fusée Ariane 2[12].
- 8 décembre : lancement du projet du VLT au Chili. Il capte sa première lumière en 1998[13].

### Sciences de la vie
- 22 février : l’Église catholique publie l’instruction Donum Vitae sur le respect de la vie humaine naissante et la dignité de la procréation. Elle rappelle son opposition de principe à l'assistance médicale à la procréation[14].
- 20 mars : la FDA autorise l'AZT aux États-Unis pour le traitement du SIDA[15].

- 31 août : la FDA autorise la mise sur le marché aux États-Unis de la lovastatine contre l'hypercholestérolémie. Il s'agit de la première molécule de la classe des statines à être commercialisée[16].

- 10 novembre[17] : le sous-marin de recherche  Alvin découvre par 1 240 mètres de fond dans le bassin de Santa Catalina au large de la Californie un écosystème sous-marin développé sur une carcasse de baleine[18].

- 29 décembre : la FDA autorise le Prozac aux États-Unis[19].

- Les professeurs Alim-Louis Benabid et Pierre Pollak réalisent la 1° application de la stimulation cérébrale profonde, dans le traitement des troubles du mouvement affectant des patients atteint de la maladie de Parkinson[20].

## Publications
- Henri Atlan : À tort et à raison, Intercritique de la science et du mythe, Seuil, Paris, 1986 (Prix Psyché 1987)
- Gerald Edelman : Neural Darwinism: The Theory of Neuronal Group Selection (Basic Books, New York 1987).  (ISBN 978-0-19-286089-7)
- François Jacob : La Statue intérieure, aux éditions Odile Jacob, livre autobiographique.  (ISBN 978-2-7381-0471-7)
- Thomas Samuel Kuhn : Black-Body Theory and the Quantum Discontinuity, 1894-1912. Chicago: University of Chicago Press, 1987.  (ISBN 978-0-226-45800-7)
- Alain Prochiantz : Les Stratégies de l'embryon, Ed. PUF (1987)

## Prix
- Prix Nobel

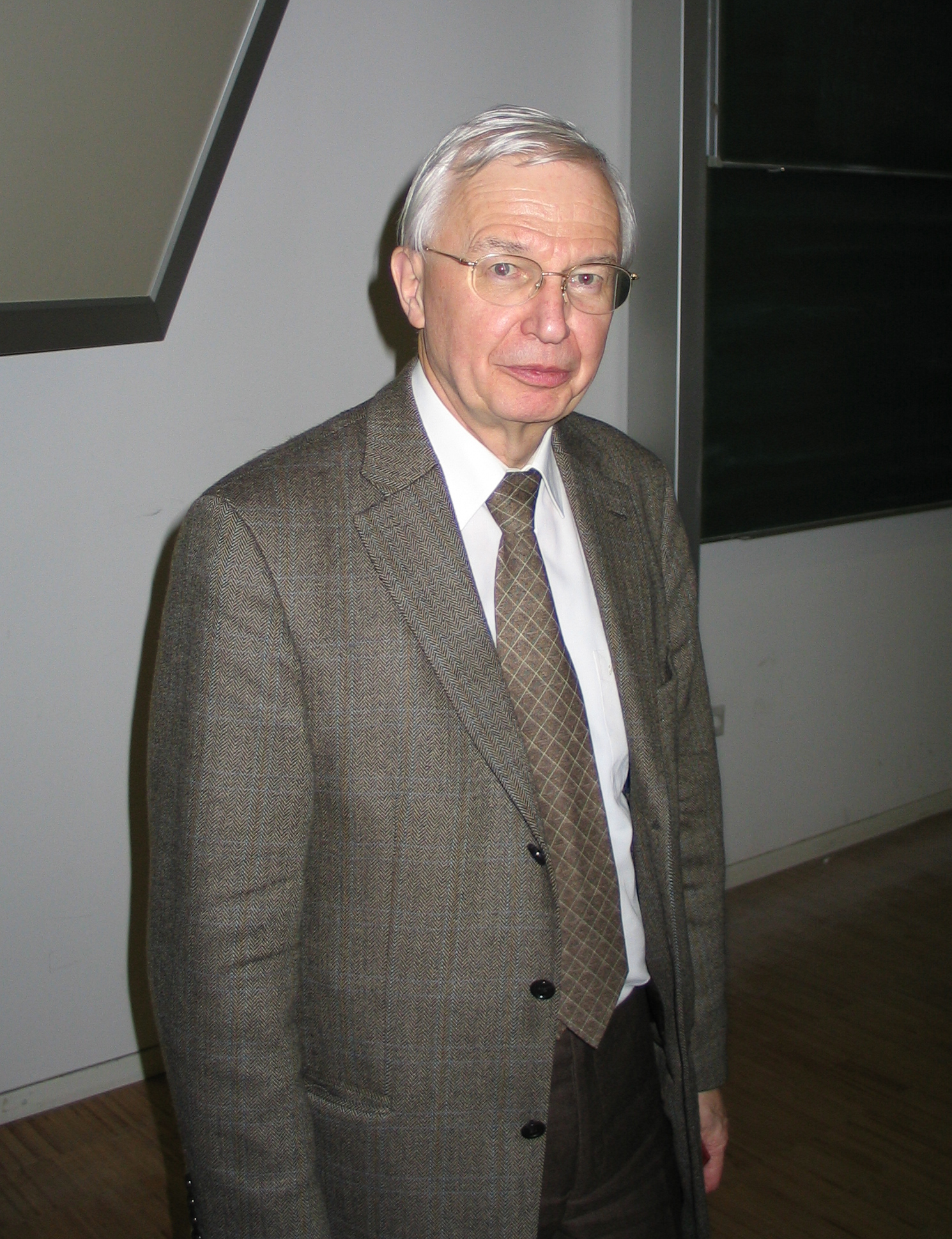
Jean-Marie Lehn

  - Prix Nobel de physiologie ou médecine : Susumu Tonegawa (Japonais)
  - Prix Nobel de chimie : Donald J. Cram (américain), Jean-Marie Lehn (français), Charles J. Pedersen (Américain né en Corée du Sud)
  - Prix Nobel de physique : Johannes Georg Bednorz, Karl Alexander Müller

- Prix Lasker
  - Prix Albert-Lasker pour la recherche médicale fondamentale : Leroy Hood (en), Philip Leder, Susumu Tonegawa
  - Prix Albert-Lasker pour la recherche médicale clinique : Mogens Schou

- Médailles de la Royal Society
  - Médaille Buchanan : Gyorgy Karoly Radda
  - Médaille Copley : Robert Hill
  - Médaille Davy : Alec John Jeffreys
  - Médaille Hughes : Michael Pepper
  - Médaille Leverhulme : George William Gray
  - Médaille royale : Gustav Victor Rudolf Born, Eric James Denton, Francis Graham Smith

- Médailles de la Geological Society of London
  - Médaille Lyell : Nicholas John Shackleton
  - Médaille Murchison : Charles David Curtis
  - Médaille Wollaston : Claude Allègre

- Prix Jules-Janssen (astronomie) : Jean Delhaye
- Prix Turing en informatique : John Cocke
- Médaille Bruce (Astronomie) : Edwin Salpeter
- Médaille Linnéenne : Geoffrey Fryer (en) et Vernon Heywood
- Médaille d'or du CNRS : Georges Canguilhem et Jean-Pierre Serre

## Décès

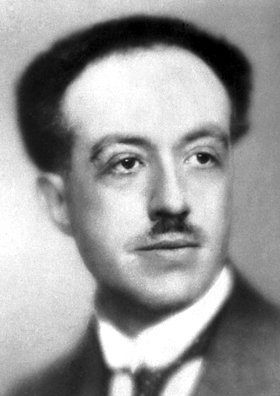
Louis de Broglie

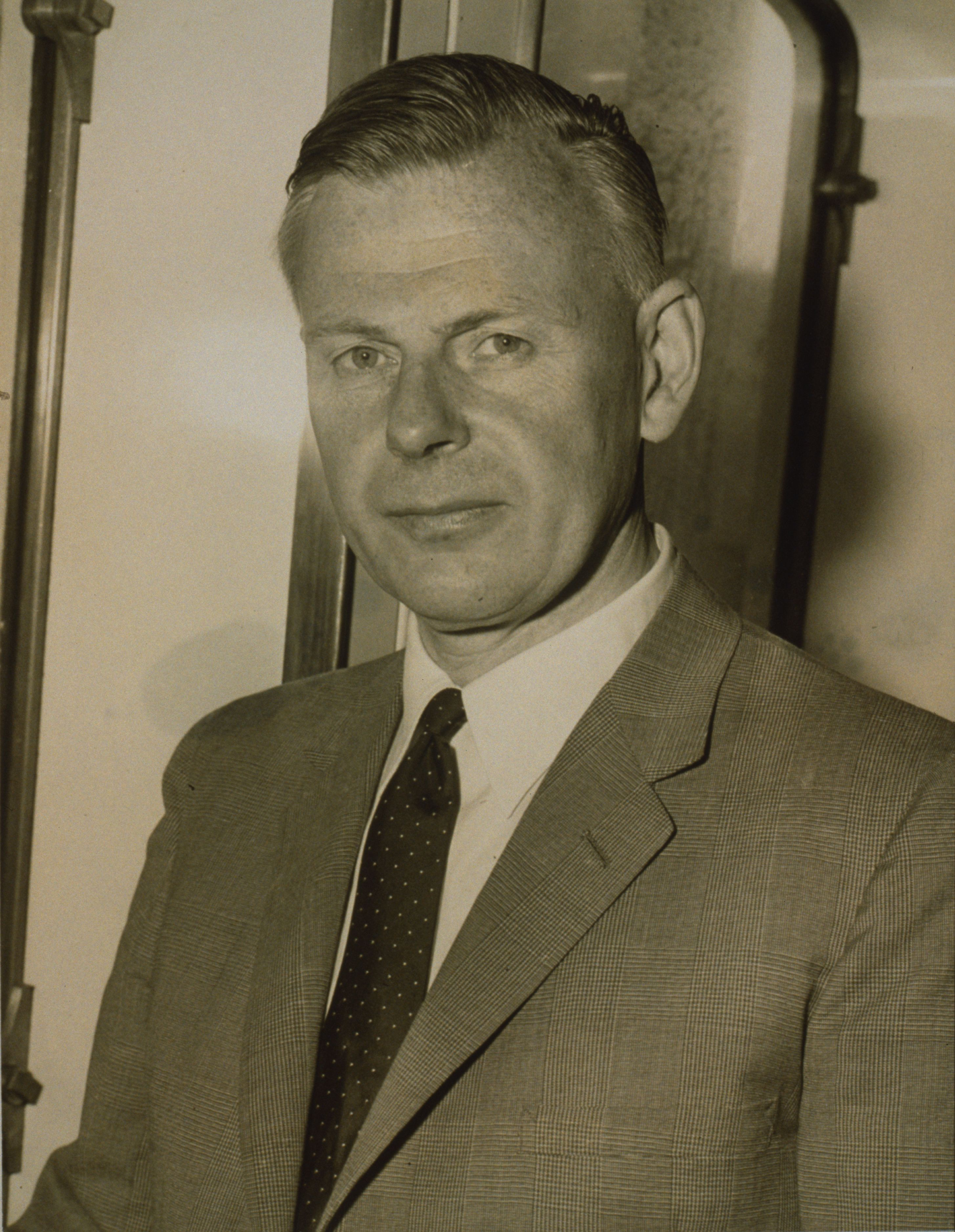
Bengt Strömgren

- 5 janvier : Jean Goguel (né en 1908), géologue et géophysicien français.

- 7 février : Adriaan van Wijngaarden (né en 1916), mathématicien et informaticien néerlandais.
- 9 février : Louis Plack Hammett (né en 1894), chimiste américain.
- 19 mars : Louis de Broglie (né en 1892), mathématicien et physicien français,  prix Nobel de physique en 1929.

- 9 avril : Paul Bellin (né en 1931), spéléologue et préhistorien français.
- 21 avril : Stanley Mason (né en 1914), professeur, chimiste et physicien québécois.
- 30 avril : Marc Aaronson (né en 1950), astronome américain.

- 27 mai : John Howard Northrop (né en 1891), biochimiste américain.

- 25 juin : Tony Skyrme (né en 1922), mathématicien et physicien théorique britannique.

- 4 juillet : Bengt Strömgren (né en 1908), astronome et astrophysicien danois.
- 20 juillet : Norbert Casteret (né en 1897), spéléologue et écrivain français.
- Juillet : Georges-Hubert de Radkowski (né en 1924), philosophe, sociologue et anthropologue polonais.
- 8 août : Danilo Blanuša (né en 1903), mathématicien, physicien, ingénieur croate.
- 22 août : Yves Milon (né en 1897), professeur de géologie et résistant français.
- 26 août : Georg Wittig (né en 1897), chimiste allemand, prix Nobel de chimie en 1979.
- 29 août : Étienne Patte (né en 1891), géologue, paléontologue, préhistorien et anthropologue français.

- 17 septembre : Frederic Brenton Fitch (né en 1908), logicien américain.
- 26 septembre : Herbert Tichy (né en 1912), écrivain, géologue, journaliste et alpiniste autrichien.

- 2 octobre : Peter Medawar (né en 1915), physicien britannique d'origine brésilienne, prix Nobel de physique en 1960.
- 7 octobre : Thomas Gaskell Tutin (né en 1908), botaniste britannique.
- 13 octobre : Walter Houser Brattain (né en 1902), physicien américain, prix Nobel de physique en 1956.
- 25 octobre : Louis Guttman (né en 1916), mathématicien, statisticien et chercheur en évaluation sociale et psychologique israélien.
- 29 octobre : Kamal el-Mallakh (né en 1918), égyptologue égyptien.
- 30 octobre : Joseph Campbell (né en 1904), professeur, écrivain,  orateur et anthropologue américain.

- 5 novembre : Carlos Ulrrico Cesco, astronome argentin.

- 2 décembre :
  - Donn Eisele (né en 1930), astronaute américain.
  - Iakov Zeldovitch (né en 1914), astrophysicien soviétique.
- 3 décembre : Luis Federico Leloir (né en 1906), biochimiste argentin, prix Nobel de chimie en 1970.
- 4 décembre : Constantin Noica (né en 1909), philosophe, essayiste, logicien, journaliste et poète roumain.
- 7 décembre : Helen Porter (née en 1899), botaniste britannique.
- 25 décembre : Paul-Antoine Giguère (né en 1910), professeur et chimiste canadien.